# Kunstskøjteløb under vinter-OL 2010 - Par
Konkurrencen i Kunstskøjteføb for par under Vinter-OL 2010 blev afholdt 14. – 15. februar 2010 i Pacific Coliseum i Vancouver, Canada. 

## Resultat
| Placering | Kvinde              | Herrer              | Land           | Points i alt | Kort Program | Langt Program |
| --------- | ------------------- | ------------------- | -------------- | ------------ | ------------ | ------------- |
| 1         | Shen Xue            | Zhao Hongbo         | Kina           | 216.57       | 76.66        | 139.91        |
| 2         | Pang Qing           | Tong Jian           | Kina           | 213.31       | 71.50        | 141.81        |
| 3         | Aliona Savchenko    | Robin Szolkowy      | Tyskland       | 210.60       | 75.96        | 134.64        |
| 4         | Yuko Kavaguti       | Alexander Smirnov   | Rusland        | 194.77       | 74.16        | 120.61        |
| 5         | Dan Zang            | Hao Zhang           | Kina           | 194.34       | 71.28        | 123.06        |
| 6         | Jessica Dubé        | Bryce Davison       | Canada         | 187.11       | 65.36        | 121.75        |
| 7         | Maria Mukhortova    | Maxim Trankov       | Rusland        | 185.79       | 63.44        | 122.35        |
| 8         | Tatiana Volosozhar  | Stanislav Morozov   | Ukraine        | 181.78       | 62.14        | 119.64        |
| 9         | Annabelle Langlois  | Cody Hay            | Canada         | 179.97       | 64.20        | 115.77        |
| 10        | Amanda Evora        | Mark Ladwig         | USA            | 171.92       | 57.86        | 114.06        |
| 11        | Vera Bazarova       | Yuri Larionov       | Rusland        | 163.50       | 56.54        | 106.96        |
| 12        | Nicole Della Monica | Yannick Kocon       | Italien        | 161.60       | 56.82        | 104.78        |
| 13        | Caydee Denney       | Jeremy Barrett      | USA            | 158.33       | 53.26        | 105.07        |
| 14        | Vanessa James       | Yannick Bonheur     | Frankrig       | 145.10       | 51.16        | 93.94         |
| 15        | Anaïs Morand        | Antoine Dorsaz      | Schweiz        | 144.42       | 55.34        | 89.08         |
| 16        | Stacey Kemp         | David King          | Storbritannien | 139.94       | 48.28        | 91.66         |
| 17        | Maylin Hausch       | Daniel Wende        | Tyskland       | 138.74       | 45.46        | 93.28         |
| 18        | Joanna Sulej        | Mateusz Chruscinski | Polen          | 125.82       | 39.30        | 86.52         |
| 19        | Maria Sergejeva     | Ilja Glebov         | Estland        | 124.90       | 42.18        | 82.72         |
| 20        | Ekaterina Kostenko  | Roman Talan         | Ukraine        | 120.98       | 39.54        | 81.44         |